# Turgi

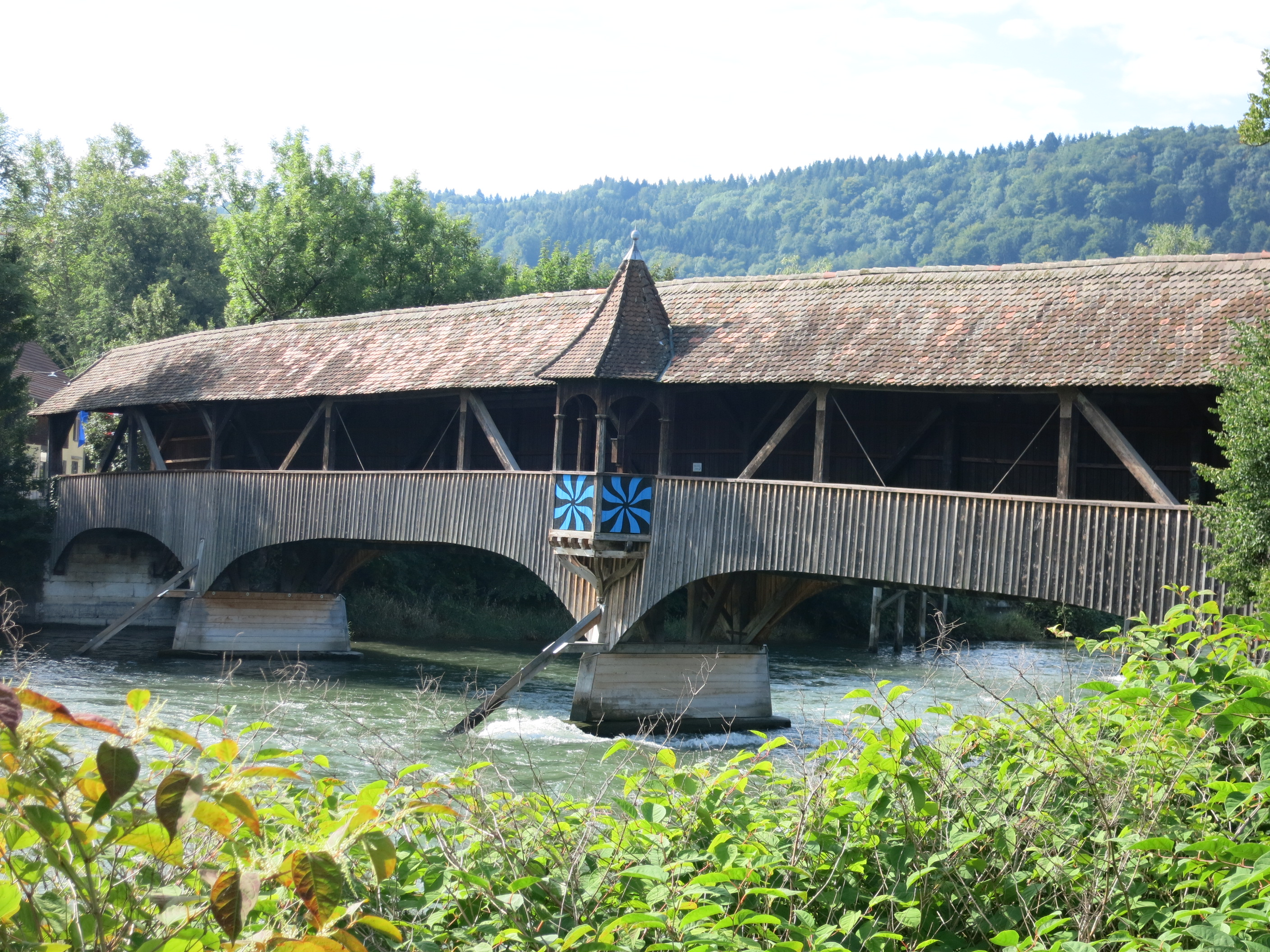
Een houten brug over de Limmat

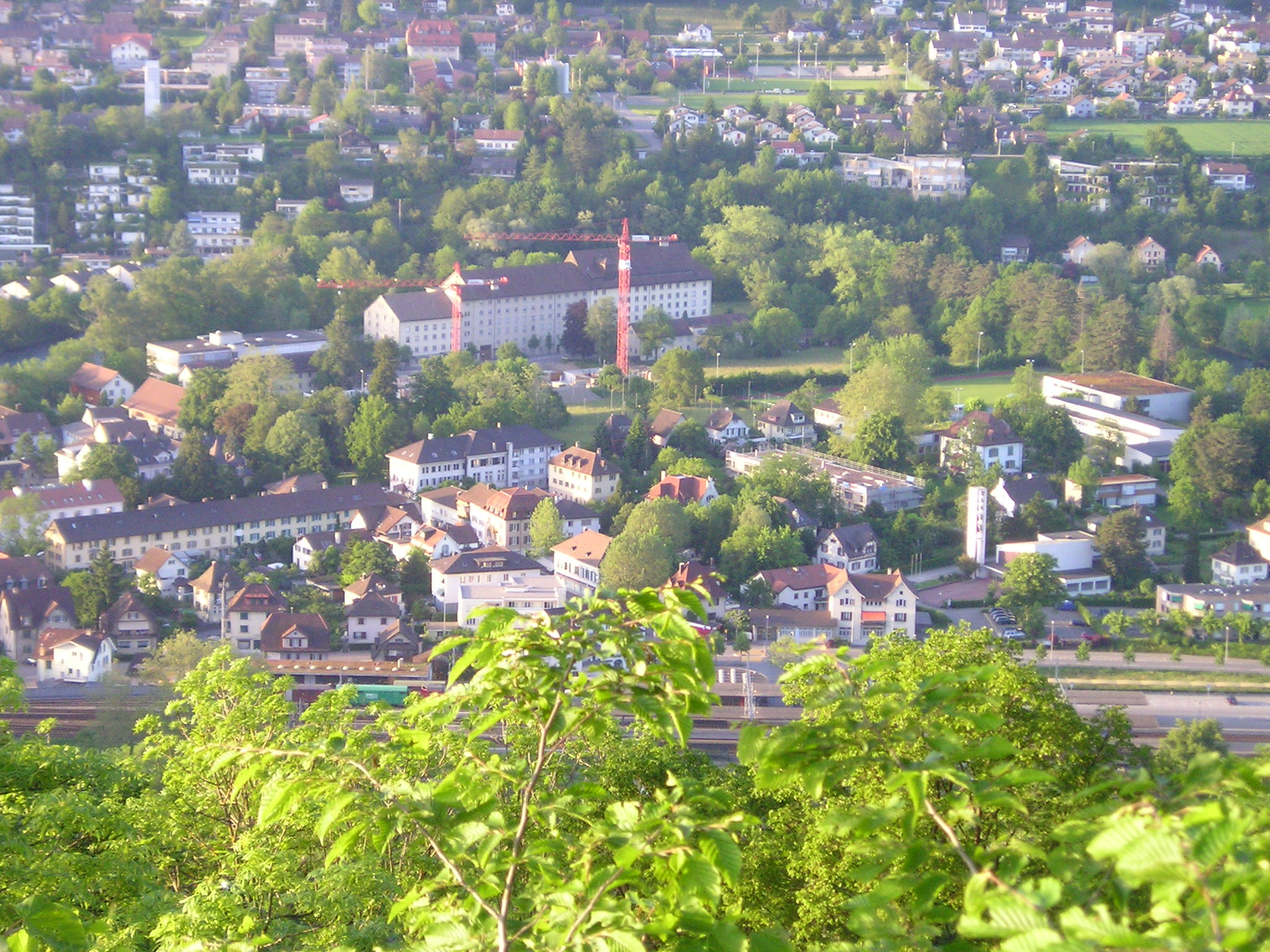
Turgi

Turgi is een gemeente en plaats in het Zwitserse kanton Aargau en maakt deel uit van het district Baden.
Turgi telt 8.577 inwoners.
Baden · Bellikon · Bergdietikon · Birmenstorf · Ehrendingen · Ennetbaden · Fislisbach · Freienwil · Gebenstorf · Killwangen · Künten · Mellingen · Mägenwil · Neuenhof · Niederrohrdorf · Oberrohrdorf · Obersiggenthal · Remetschwil · Spreitenbach · Stetten · Turgi · Untersiggenthal · Wettingen · Wohlenschwil · Würenlingen · Würenlos
- Historisch woordenboek van Zwitserland: 001653
- MusicBrainz: 113e5116-2176-40c9-9ccd-1153713686ce
- Virtual International Authority File: 239656478
- WorldCat: E39PBJxMjbJjJd4Qfh6wvqtFrq